# Sheppardia lowei
El akelat del Iringa (Sheppardia lowei) es una especie de ave paseriforme de la familia Muscicapidae endémica de las montañas de Tanzania. 

## Distribución y hábitat
Se encuentra únicamente en las montañas Ukaguru, montañas Udzungwa y los montes del sur del distrito de Njombe, en el sureste de Tanzania.  Su hábitat natural son los bosques húmedos tropicales de montaña. Está amenazado por la destrucción de su hábitat.